# Ландсберг (Зале)
Ландсберг (нем. Landsberg) — город в Германии, в земле Саксония-Анхальт.
Входит в состав района Зале. Подчиняется управлению Эстлихер Залькрайс. Население составляет 15 424 человека (на 31 декабря 2010 года). Занимает площадь 63,33 км². Официальный код — 15 2 65 026.

## Административное деление
Город подразделяется на 17 городских районов: Гольма, Гютц, Рейнсдорф, Шпикендорф, Ройсен, Сич, Квейс, Клепциг, Коквиц, Багериц, Дройсиг, Лонсдорф, Петерсдорф, Ройчген, Швэц, Цвебендорф и Видерсдорф.

## История
Городу более тысячи лет, и он славится знаменитым прошлым. В средние века здесь высился имеющий важное значение замок, от которого сохранилась только двухэтажная
башня с часами.
Другие места, представляющие интерес для туристов:
- краеведческий музей,
- церковь,
- почтовый столб, на котором указано расстояние

до других городов не по длине пути, а по
времени поездки на почтовой карете.

## Образование
В Ландсберге есть школьный комплекс,
включающий 4 школы: начальную школу,
среднюю школу, гимназию и школу для
детей с физическими отклонениями.